# شتوکهاوزن-ایلفورت
شتوکهاوزن-ایلفورت (به آلمانی: Stockhausen-Illfurth) یک شهر در آلمان است که در وستروالدکرایس واقع شده‌است. شتوکهاوزن-ایلفورت ۴۸۰ نفر جمعیت دارد.